# Basra (gouvernement)
Al-Basrah (beter bekend als Basra) is een gouvernement (provincie) in Irak.
Al-Basrah telt 1.556.445 inwoners op een oppervlakte van 19.070 km².
Basra is het enige gouvernement in Irak dat aan de zee grenst.